# Evgenij Beljaev
Evgenij Prokop'evič Beljaev (in russo Евгений Прокопьевич Беляев?; Sosnovka, 20 marzo 1954 – 17 marzo 2003) è stato un fondista sovietico, dal 1991 russo.

## Carriera

### Carriera sciistica
Alle Olimpiadi ha conquistato tre medaglie, di cui una d'oro. La medaglia del materiale più pregiato arrivò alle Olimpiadi di Lake 1980, quando vinse la staffetta 4x10 km.

### Carriera da allenatore
Dopo il ritiro lavorò come allenatore dei fondisti della nazionale russa.

## Palmarès

### Olimpiadi
- 3 medaglie:
  - 1 oro (staffetta[1] a Lake Placid 1980).
  - 1 argento (15 km[1] a Innsbruck 1976).
  - 1 bronzo (staffetta[1] a Innsbruck 1976).